# Zasavica II
Zasavica II (cyr. Засавица II) – wieś w Serbii, w Wojwodinie, w okręgu sremskim, w mieście Sremska Mitrovica. W 2011 roku liczyła 707 mieszkańców.